# Комитет 29 декабря
Комитет 29 декабря — общественное объединение, возникшее после стихийного выражения недовольства жителями Свердловска (ныне — Екатеринбурга) 29 декабря 1989 года.

## Предпосылки
Негативные явления в советской плановой экономике периодов «застоя» и перестройки одним из последствий имели массовый дефицит на большинство товаров, часть которых можно было купить лишь строго нормировано, «по талонам», однако в Свердловске в последние дни 1989 года, перед новогодними праздниками, кризис в снабжении впервые привёл к тому, что было невозможно купить даже товары, распределяемые «по талонам». Особое недовольство вызвала нехватка вино-водочных изделий.

## Развитие событий
29 декабря 1989 года, после окончания обеденного перерыва, в гастрономе «Центральный» Свердловска вино-водочных изделий оказалось недостаточно, стало ясно, что не будет возможности отоварить талоны на их приобретение до Нового года. Возмущённая толпа людей из огромной очереди в магазин, впервые в истории Екатеринбурга, перекрыла движение, по основной магистрали города — просп. Ленина, у здания гастронома «Центральный». Наиболее пострадало движение основного общественного транспорта в городе в то время — трамваев, сразу на четырёх участках, имевших пересечение в этом месте.
К вечеру 29 декабря 1989 года на площади 1905 года собрался стихийный митинг нескольких тысяч горожан, перед зданием городского Совета народных депутатов была устроена трибуна с громкоговорителем. То есть власти города, одни из самых демократичных в стране, не только не препятствовали стихийным выступлениям, но и содействовали им. В частности движение (в том числе трамвайное) на части проспекта Ленина было полностью перекрыто до позднего вечера. Возмущённые жители впервые в советские годы, с главной площади Екатеринбурга выражали недовольство действиями партийной и исполнительной власти, причём не столько городской, сколько общесоюзной. Большая часть выступлений, тем не менее, носила экономический характер. Одна из выступавших, в качестве примера неудачных действий власти, говорила «мы дожили до того, что не можем даже конфет купить детям к празднику».
30 декабря городские власти приняли решение поставить часть товаров из резервов, прежде всего продовольственных, чтобы удовлетворить спрос населения. После обеда прилавки магазинов впервые за долгие годы наполнились, в том числе дефицитными товарами.
В начале января 1990 года общесоюзные радиостанции (на Маяке об этом сообщал корреспондент Ян Хуторянский) комментировали события в городе и создание общественного объединения — «Комитета 29 декабря», целью которого объявлялось как минимум наведения порядка в снабжении города (данные не уточнены).

## Итог
В начале года союзные власти (в одном из выступлений на Центральном телевидении об этом заявил тогдашний Председатель СМ СССР Н. И. Рыжков), встревоженные недовольством в городе, переполненном оборонными предприятиями, резко увеличили поставки многих видов «дефицитных» товаров для удовлетворения потребительского спроса. В город поступили: импортная обувь (5 млн пар), одежда, чай и тому подобное, за чем в магазинах выстраивались огромные очереди из сотен покупателей (например, в магазин «Товары для юношей» за обувью живые очереди достигали 500 человек). В этих условиях вновь возродились забытые уже Комитет Народного контроля и другие, контролировавшие магазины.
Однако нараставшие кризисные явления в экономике СССР не позволили долго удерживать такое снабжение и положение вскоре вновь ухудшилось.